# Srima
Srima falu Horvátországban Šibenik-Knin megyében. Közigazgatásilag Vodicéhez tartozik.

## Fekvése
Šibenik központjától légvonalban 7, közúton 13 km-re nyugatra, községközpontjától 3 km-re délkeletre, Dalmácia középső részén, a Šibeniki-csatorna északi részén, az azonos nevű öbölben fekszik.

## Története
A régészeti leletek tanúsága szerint Srima területe már az őskorban és az ókorban is lakott volt. Legnevezetesebb régészeti lelőhelye Prižbán található, ahol egy késő ókori kétrészes bazilikát tártak fel. A falu már a középkorban is létezett. Ebből az időből származik a település feletti dombon a Szűzanya tiszteletére szentelt kis középkori templom értékes korabeli freskókkal. A település a 16. században teljesen elnéptelenedett, amikor az oszmán hódítók elől a szárazföld belsejéből a lakosság a jól védett városokba és a szigetekre menekült. Ekkor alapították a szemközti Prvić-szigeten található Šepurine települést is. A török veszély elmúltával a 17. század végén lakói nagyrészt visszatértek az eredeti lakóhelyükre. Ez volt Srima önálló településsé fejlődésének időszaka. 1797-ben a Velencei Köztársaság megszűnésével a Habsburg Birodalom része lett. 1806-ban Napóleon csapatai foglalták el és 1813-ig francia uralom alatt állt. Napóleon bukása után ismét Habsburg uralom következett, mely az első világháború végéig tartott. A településnek 1880-ban 51, 1910-ben 189 lakosa volt. Az I. világháború után rövid ideig az Olasz Királyság, ezután a Szerb-Horvát-Szlovén Királyság, majd Jugoszlávia része lett. Srima fejlődése a 20. század második felében a turizmus fellendülésével indult meg nagyobb mértékben. Kiépültek a strandok, egymás után épületek a magánházak és apartmanok. A település összeépült a szomszédos Vodicével. A lakosság három évtized alatt több, mint a négyszeresére nőtt. Lakossága 2011-ben 823 fő volt.

## Lakosság
| Lakosság változása | Lakosság változása | Lakosság változása | Lakosság változása | Lakosság változása | Lakosság változása | Lakosság változása | Lakosság változása | Lakosság változása | Lakosság változása | Lakosság változása | Lakosság változása | Lakosság változása | Lakosság változása | Lakosság változása | Lakosság változása |
| ------------------ | ------------------ | ------------------ | ------------------ | ------------------ | ------------------ | ------------------ | ------------------ | ------------------ | ------------------ | ------------------ | ------------------ | ------------------ | ------------------ | ------------------ | ------------------ |
| 1857               | 1869               | 1880               | 1890               | 1900               | 1910               | 1921               | 1931               | 1948               | 1953               | 1961               | 1971               | 1981               | 1991               | 2001               | 2011               |
| 0                  | 0                  | 51                 | 111                | 167                | 189                | 234                | 282                | 113                | 167                | 160                | 184                | 199                | 331                | 599                | 823                |

## Nevezetességei
- A település legjelentősebb régészeti emléke a prižbai kétrészes 6. századi ókeresztény bazilika 1969 és 1974 között feltárt épületegyüttesének maradványa.[4]
- A település feletti dombon áll a Szűz Mária tiszteletére szentelt középkori kis templom. Egyhajós épület harangtoronnyal. Eredeti oltára az oltárképpel együtt elégett az 1918-as tűzvészben, ezután cserélték ki a ma is látható bizánci stílusú ezüstruhás Szűzanya képre. A templom apszisában értékes freskó látható, mely a 12. század végén készült. A freskó a Szűzanyát gyermekével, valamint Szent Videt és Szent Györgyöt ábrázolja. Érdekessége, hogy a Szent György melletti szántó emberben valószínűleg a festő saját magát ábrázolta.
- Srima legfőbb turisztikai vonzóereje a számos homokos strand. Tulajdonképpen elmondható, hogy az egész település parti része olyan, mint egy nagy strand. A település 2013 óta a legjobb minőségű strandokat és kikötőket díjazó Kék zászlóval van kitüntetve, melyet főként a Šibenik felőli bejáratánál található szép, újrarendezett strandjával érdemelt ki. Egyetlen rangos szállodája a négycsillagos Hotel Duje, emellett az itt nyaralók számos magánház, apartman és kemping között válogathatnak.
- Védett építmények az Adria keleti partvidékén egyedülálló prvić lukai 19. századi földműveslakások.[5]